# 本德费尔德
本德费尔德是德国石勒苏益格－荷尔斯泰因州的一个市镇。总面积4.41平方公里，总人口222人，其中男性101人，女性121人（2011年12月31日），人口密度50人/平方公里。